# Torneo Clausura 2016 (Paraguay)
El Torneo Clausura 2016 (también llamado Copa de Primera Tigo-Visión Banco, por motivos de patrocinio), denominado «Centenario de la Conmebol», fue el centésimo décimo quinto campeonato oficial de Primera División organizado por la Asociación Paraguaya de Fútbol (APF). Se inició el 8 de julio y llegó a su fin el 18 de diciembre.
El Club Guaraní ganó su undécimo título de Primera División. Se consagró campeón después de seis años (Torneo Apertura 2010).

## Sistema de competición
El modo de disputa implementado se mantuvo, al igual que en las temporadas antecesoras, con el sistema de todos contra todos a partidos de ida y vuelta, es decir, a dos rondas compuestas por once jornadas cada una con localía recíproca. Fue campeón el equipo que acumuló la mayor cantidad de puntos al término de las 22 fechas.
En caso de paridad de puntos entre dos contendientes, se hubiese definido el título en un partido extra. De existir más de dos en disputa, se resolvía según los siguientes parámetros:
1) saldo de goles;
2) mayor cantidad de goles marcados;
3) mayor cantidad de goles marcados en condición de visitante;
4) sorteo.

## Producto de la clasificación
- El torneo coronó al campeón número 115 en la historia de la Primera División de Paraguay.

- El mismo obtuvo a su vez el acceso a la fase de grupos de la próxima edición de la Copa Libertadores de América.

## Relevo anual de clubes
| Ascendidos a la Primera División                |
| ----------------------------------------------- |
| River Plate (Campeón de División Intermedia)    |
| General Caballero ZC (Subcampeón de Intermedia) |

| Descendidos a División Intermedia    |
| ------------------------------------ |
| Deportivo Santaní (2º peor promedio) |
| Sportivo San Lorenzo (Peor promedio) |

## Equipos participantes
| Equipo            | Entrenador        | Fundación                | Ciudad                 | Estadio             | Capacidad |
| ----------------- | ----------------- | ------------------------ | ---------------------- | ------------------- | --------- |
| Cerro Porteño     | Gustavo Florentín | 1 de octubre de 1912     | Asunción               | General Pablo Rojas | 47 500    |
| Deportivo Capiatá | Víctor Genes      | 4 de septiembre de 2008  | Capiatá                | Lic. Erico Galeano  | 15 000    |
| General Caballero | Robert Pereira    | 6 de septiembre de 1918  | Asunción               | Hugo Bogado Vaceque | 5000      |
| General Díaz      | Humberto García   | 22 de septiembre de 1917 | Luque                  | General Adrián Jara | 3300      |
| Guaraní           | Daniel Garnero    | 12 de octubre de 1903    | Asunción               | Rogelio Livieres    | 8000      |
| Libertad          | Eduardo Villalba  | 30 de julio de 1905      | Asunción               | Dr. Nicolás Leoz    | 10 000    |
| Nacional          | Ever Almeida      | 5 de junio de 1904       | Asunción               | Arsenio Erico       | 7000      |
| Olimpia           | Mauro Caballero   | 25 de julio de 1902      | Asunción               | Manuel Ferreira     | 15 796    |
| River Plate       | Roberto Lugo      | 15 de enero de 1911      | Asunción               | Jardines del Kelito | 5000      |
| Rubio Ñu          | Gregorio Pérez    | 24 de agosto de 1913     | Asunción               | La Arboleda         | 8000      |
| Sol de América    | Daniel Farrar     | 22 de marzo de 1909      | Asunción y Villa Elisa | Luis Alfonso Giagni | 10 000    |
| Sportivo Luqueño  | Mario Jara        | 1 de mayo de 1921        | Luque                  | Feliciano Cáceres   | 27 000    |

El campeonato contó con la participación de doce equipos, en su mayoría pertenecientes a la capital del país. Nueve son de Asunción y tres de ciudades cercanas a ésta, Luque y Capiatá. Vale aclarar que el club Sol de América mantiene su sede social en Asunción, pero disputa sus partidos como local en su campo de fútbol situado en la ciudad vecina de Villa Elisa.
Los únicos clubes que siempre han militado en esta categoría (también conocida como División de Honor) son dos: Olimpia y Guaraní. Igualmente, los clubes Cerro Porteño, General Díaz y Deportivo Capiatá nunca han descendido desde sus ingresos, en 1913 y 2013, respectivamente.

### Distribución geográfica de los equipos
| Región               | Cant. | Equipos |
| -------------------- | ----- | --- |
| Asunción             | 9     | Cerro Porteño, General Caballero, Guaraní, Libertad, Nacional, Olimpia, River Plate, Rubio Ñu, Sol de América. |
| Departamento Central | 3     | Deportivo Capiatá, General Díaz, Sp. Luqueño.                                                                  |

## Cobertura televisiva
El canal Tigo Sports fue el encargado de transmitir los partidos del campeonato, emitiendo en vivo hasta cuatro juegos por jornada, cuyo resumen fue presentado semanalmente a través de los programas Telefútbol (por señal abierta) y Futboleros (por TV Cable).

## Patrocinio
La compañía de telefonía celular, Tigo, y la institución bancaria de tipo microfinanciero, Visión Banco, han sido las encargadas de patrocinar todos los torneos realizados por la APF. El vínculo contractual con la primera se concretó a partir de 2008 con la celebración del torneo Apertura del mismo año. En tanto que la relación con el otro espónsor para respaldar cada campeonato se inició a principios de 2010.
Los premios en efectivo fueron fijados en US$ 70 000 dólares para el campeón (cheques de 40 000 por parte de Tigo y 30 000 de Visión Banco). Por su parte, el subcampeón se acreditó 15 000 de la misma moneda (10 000 de Tigo y 5000 de Visión).

### Balón oficial
La pelota empleada en el campeonato paraguayo fue proveída por la marca Adidas, cuyo nuevo modelo denominado Errejota fue también utilizado en el torneo de fútbol de los Juegos Olímpicos de Río de Janeiro 2016.

## Cambio de entrenadores
| Equipos           | DT. saliente       | Cese            | Fechas dirigidas | DT. entrante      | Designación     |
| ----------------- | ------------------ | --------------- | ---------------- | ----------------- | --------------- |
| Cerro Porteño     | Gustavo Morínigo   | 15 de julio     | 1 y 2            | Gustavo Florentín | 16 de julio     |
| Deportivo Capiatá | Félix Darío León   | 31 de julio     | 1 al 5           | Víctor Genes      | 1 de agosto     |
| Guaraní           | Francisco Arce     | 6 de agosto     | 1 al 6           | Daniel Garnero    | 3 de agosto     |
| River Plate       | Alicio Solalinde   | 7 de agosto     | 1 al 6           | Daniel Farrar     | 8 de agosto     |
| Libertad          | Roberto Torres     | 19 de agosto    | 1 al 7           | Eduardo Villalba  | 19 de agosto    |
| Sportivo Luqueño  | Eduardo Rivera     | 29 de agosto    | 1 al 9           | Félix Darío León  | 30 de agosto    |
| Nacional          | Pablo Caballero    | 30 de agosto    | 1 al 9           | Ever Almeida      | 30 de agosto    |
| General Caballero | Aldo Bobadilla     | 2 de octubre    | 1 al 13          | Robert Pereira    | 2 de octubre    |
| Rubio Ñu          | Mario Jara         | 3 de octubre    | 1 al 13          | Gregorio Pérez    | 3 de octubre    |
| Sportivo Luqueño  | Félix Darío León   | 16 de octubre   | 10 al 14         | Mario Jara        | 16 de octubre   |
| Sol de América    | Javier Sanguinetti | 31 de octubre   | 1 al 16          | Daniel Farrar     | 31 de octubre   |
| River Plate       | Daniel Farrar      | 31 de octubre   | 1 al 16          | Xavier Roura      | 31 de octubre   |
| River Plate       | Xavier Roura       | 17 de noviembre | 17               | Roberto Lugo      | 17 de noviembre |
| Olimpia           | Fernando Jubero    | 20 de noviembre | 1 al 18          | Mauro Caballero   | 20 de noviembre |
| General Díaz      | Héctor Marecos     | 22 de noviembre | 1 al 18          | Humberto García   | 22 de noviembre |

## Clasificación
| Pos. | Equipos           | PJ | PG | PE | PP | GF | GC | Dif. | Pts. |
| ---- | ----------------- | -- | -- | -- | -- | -- | -- | ---- | ---- |
| 1.   | Guaraní           | 22 | 15 | 3  | 4  | 32 | 19 | 13   | 48   |
| 2.   | Olimpia           | 22 | 14 | 5  | 3  | 44 | 22 | 22   | 47   |
| 3.   | Libertad          | 22 | 11 | 6  | 5  | 33 | 22 | 11   | 39   |
| 4.   | Deportivo Capiatá | 22 | 10 | 7  | 5  | 33 | 25 | 8    | 37   |
| 5.   | Cerro Porteño     | 22 | 9  | 8  | 5  | 45 | 30 | 15   | 35   |
| 6.   | Nacional          | 22 | 9  | 4  | 9  | 33 | 34 | -1   | 31   |
| 7.   | Sol de América    | 22 | 7  | 7  | 8  | 32 | 34 | -2   | 28   |
| 8.   | Sportivo Luqueño  | 22 | 6  | 8  | 8  | 19 | 31 | -12  | 26   |
| 9.   | General Díaz      | 22 | 5  | 8  | 9  | 20 | 28 | -8   | 22   |
| 10.  | General Caballero | 22 | 4  | 8  | 10 | 23 | 34 | -11  | 20   |
| 11.  | Rubio Ñu          | 22 | 3  | 6  | 13 | 15 | 27 | -12  | 15   |
| 12.  | River Plate       | 22 | 3  | 3  | 16 | 25 | 48 | -23  | 12   |

- Nota: El 24 de agosto, el Club Olimpia fue sancionado por la FIFA con la pérdida de seis puntos.[32] El 29 del mismo mes, el organismo dejó sin efecto dicha medida restituyéndose el puntaje original.[33]

### Evolución de la clasificación
| E\J | 01 | 02 | 03 | 04 | 05 | 06 | 07 | 08 | 09 | 10 | 11 | 12 | 13 | 14 | 15 | 16 | 17 | 18 | 19 | 20 | 21 | 22 |
| --- | -- | -- | -- | -- | -- | -- | -- | -- | -- | -- | -- | -- | -- | -- | -- | -- | -- | -- | -- | -- | -- | -- |
| CAP | 4  | 9  | 7  | 6  | 10 | 8  | 6  | 6  | 4  | 6  | 6  | 7  | 7  | 5  | 5  | 4  | 4  | 4  | 4  | 4  | 4  | 4  |
| CCP | 10 | 8  | 8  | 11 | 6  | 9  | 7  | 7  | 5  | 4  | 5  | 5  | 4  | 3  | 3  | 5  | 5  | 5  | 5  | 5  | 5  | 5  |
| GCA | 8  | 12 | 9  | 10 | 11 | 10 | 10 | 10 | 8  | 8  | 10 | 10 | 11 | 11 | 10 | 10 | 10 | 10 | 10 | 10 | 10 | 10 |
| GEN | 8  | 7  | 9  | 7  | 7  | 6  | 9  | 8  | 10 | 12 | 7  | 8  | 6  | 8  | 8  | 6  | 8  | 9  | 9  | 9  | 9  | 9  |
| GUA | 2  | 1  | 1  | 1  | 3  | 3  | 3  | 1  | 1  | 1  | 1  | 1  | 1  | 1  | 1  | 1  | 1  | 1  | 1  | 1  | 1  | 1  |
| LIB | 6  | 3  | 3  | 8  | 5  | 5  | 4  | 5  | 6  | 5  | 3  | 3  | 3  | 4  | 4  | 3  | 3  | 3  | 3  | 3  | 3  | 3  |
| NAC | 4  | 5  | 2  | 5  | 9  | 11 | 11 | 12 | 11 | 10 | 8  | 6  | 8  | 7  | 7  | 9  | 6  | 8  | 8  | 8  | 7  | 6  |
| OLI | 2  | 4  | 4  | 2  | 1  | 2  | 1  | 3  | 1  | 1  | 2  | 2  | 2  | 2  | 2  | 2  | 2  | 2  | 2  | 2  | 2  | 2  |
| RIV | 6  | 6  | 11 | 12 | 12 | 12 | 12 | 11 | 12 | 10 | 11 | 9  | 10 | 10 | 11 | 12 | 12 | 12 | 12 | 12 | 12 | 12 |
| RUB | 12 | 10 | 5  | 4  | 4  | 4  | 8  | 9  | 9  | 9  | 12 | 12 | 12 | 12 | 12 | 11 | 11 | 11 | 11 | 11 | 11 | 11 |
| SOL | 1  | 2  | 6  | 3  | 2  | 1  | 2  | 2  | 3  | 3  | 4  | 4  | 5  | 6  | 6  | 8  | 9  | 7  | 7  | 7  | 6  | 7  |
| SLU | 12 | 10 | 12 | 9  | 8  | 7  | 5  | 4  | 7  | 7  | 9  | 11 | 9  | 9  | 9  | 7  | 7  | 6  | 6  | 6  | 8  | 8  |

|  |                             |
|  | Líder                       |
|  | Con un partido pendiente    |
|  | Con dos partidos pendientes |

## Resultados
| L\V | CAP | CCP | GCA | GEN | GUA | LIB | NAC | OLI | RIV | RUB | SOL | SLU |
| --- | --- | --- | --- | --- | --- | --- | --- | --- | --- | --- | --- | --- |
| CAP |     | 2:2 | 3:2 | 3:0 | 1:1 | 0:1 | 0:1 | 1:0 | 0:3 | 1:0 | 1:1 | 1:1 |
| CCP | 2:1 |     | 1:2 | 2:3 | 1:3 | 2:1 | 1:1 | 1:1 | 4:0 | 1:0 | 2:2 | 4:1 |
| GCA | 1:2 | 1:1 |     | 2:2 | 0:1 | 1:5 | 1:2 | 2:3 | 1:0 | 1:1 | 2:1 | 0:1 |
| GEN | 0:1 | 1:1 | 0:0 |     | 1:2 | 0:1 | 0:2 | 1:2 | 2:0 | 1:1 | 1:2 | 1:1 |
| GUA | 1:1 | 0:2 | 2:1 | 1:0 |     | 1:3 | 1:0 | 0:1 | 2:0 | 1:0 | 4:3 | 2:1 |
| LIB | 1:1 | 1:1 | 1:0 | 2:1 | 0:1 |     | 3:0 | 2:2 | 1:1 | 2:1 | 0:0 | 1:2 |
| NAC | 2:2 | 1:6 | 4:1 | 1:2 | 1:1 | 1:2 |     | 3:4 | 2:0 | 3:1 | 2:1 | 1:2 |
| OLI | 4:0 | 4:2 | 0:0 | 3:0 | 0:1 | 1:1 | 2:1 |     | 5:3 | 3:1 | 1:0 | 4:1 |
| RIV | 2:4 | 2:3 | 1:1 | 0:0 | 0:2 | 2:0 | 2:3 | 0:2 |     | 0:2 | 2:4 | 0:2 |
| RUB | 0:1 | 0:4 | 0:1 | 0:2 | 0:2 | 0:1 | 0:0 | 0:0 | 5:1 |     | 1:1 | 0:0 |
| SOL | 0:3 | 3:2 | 1:1 | 0:1 | 3:0 | 4:2 | 0:1 | 2:1 | 2:6 | 1:0 |     | 1:1 |
| SLU | 0:4 | 0:0 | 2:2 | 1:1 | 0:3 | 0:2 | 2:1 | 0:1 | 1:0 | 0:2 | 0:0 |     |

|  |                   |
|  | Victoria local    |
|  | Empate            |
|  | Triunfo visitante |

## Campeón
|                     |
| Guaraní 11°. título |

## Máximos goleadores
| País                | Jugador           | Equipo            | Goles | Penal |
| ------------------- | ----------------- | ----------------- | ----- | ----- |
| Bandera de Paraguay | Ernesto Álvarez   | Sol de América    | 14    | 4     |
| Bandera de Paraguay | Cecilio Domínguez | Cerro Porteño     | 14    | 6     |
| Bandera de Paraguay | Santiago Salcedo  | Libertad          | 13    | 2     |
| Bandera de Paraguay | Néstor Camacho    | Guaraní           | 12    | 2     |
| Bandera de Paraguay | Osmar Leguizamón  | General Caballero | 10    | 5     |
| Bandera de Paraguay | William Mendieta  | Olimpia           | 10    | 2     |

### Autogoles
| País                | Jugador            | Equipo            | Rival         | Anotado · Autogol |
| ------------------- | ------------------ | ----------------- | ------------- | ----------------- |
| Bandera de Paraguay | Rodrigo Rojas      | Cerro Porteño     | Olimpia       | 1                 |
| Bandera de Paraguay | Jorge Paredes      | Deportivo Capiatá | River Plate   | 1                 |
| Bandera de Paraguay | Ronaldo Gómez      | Deportivo Capiatá | River Plate   | 1                 |
| Bandera de Paraguay | Arnaldo Giménez    | Nacional          | Cerro Porteño | 1                 |
| Bandera de Paraguay | Edgar Aranda       | Guaraní           | Cerro Porteño | 1                 |
| Bandera de Paraguay | Gustavo Villamayor | Rubio Ñu          | Nacional      | 1                 |

## Clasificación para competencias internacionales

### Puntaje acumulado
- Actualizado el 18 de diciembre de 2016.

El puntaje acumulado de un equipo consiste en la suma del obtenido en los torneos Apertura y Clausura de 2016. Este determinó al cierre de temporada la clasificación de los representantes de la APF en los torneos de Conmebol del año siguiente.
- Para la Copa Libertadores 2017 clasificaron 4: los campeones del Apertura y Clausura, ordenados según sus posiciones finales en la tabla adjunta;[34] y los mejores colocados, sin contar a los mencionados anteriormente.[34] Si el mismo club repitiera el título logra automáticamente el primer cupo, otorgando los restantes a los finalizados en segundo, tercer y cuarto lugar.[34] Los dos mejores acceden a la fase de grupos, el tercero ingresa desde la fase preclasificatoria 2 y el cuarto lo hace desde la fase preclasificatoria 1.[34]

- Para la Copa Sudamericana 2017 clasificaron 4: los primeros colocados, excluyendo a los clasificados para la Copa Libertadores.

Para ambos torneos se define en un partido extra en caso de paridad de puntos entre dos equipos que pugnen por un cupo. Si la igualdad se produce entre tres o más se toma en cuenta la diferencia de goles. De igualar en puntos dos clubes que ya lograron su clasificación para el mismo certamen se dirime la posición final de cada uno mediante sorteo. Este fue el caso de Libertad y Guaraní, que se resolvió a favor del primero. Los campeones del Apertura y Clausura aseguran su participación en la Libertadores como Paraguay 1 o 2, sin depender de la posición que ocupen en esta tabla.
| Pos. | Equipo            | PJ | PG | PE | PP | GF  | GC | Dif. | Pts. | Copa         | Fase    |
| ---- | ----------------- | -- | -- | -- | -- | --- | -- | ---- | ---- | ------------ | ------- |
| 1.   | Olimpia           | 44 | 28 | 6  | 10 | 101 | 52 | 49   | 90   | Libertadores | Segunda |
| 2.   | Libertad          | 44 | 25 | 8  | 11 | 70  | 45 | 25   | 83   | Libertadores | Grupos  |
| 3.   | Guaraní           | 44 | 25 | 8  | 11 | 67  | 49 | 18   | 83   | Libertadores | Grupos  |
| 4.   | Deportivo Capiatá | 44 | 18 | 13 | 13 | 75  | 67 | 8    | 67   | Libertadores | Primera |
| 5.   | Cerro Porteño     | 44 | 18 | 12 | 14 | 85  | 62 | 23   | 66   | Sudamericana | Primera |
| 6.   | Sol de América    | 44 | 16 | 15 | 13 | 73  | 70 | 3    | 63   | Sudamericana | Primera |
| 7.   | Nacional          | 44 | 15 | 9  | 20 | 69  | 76 | -7   | 54   | Sudamericana | Primera |
| 8.   | Sportivo Luqueño  | 44 | 13 | 14 | 17 | 47  | 62 | -15  | 53   | Sudamericana | Primera |
| 9.   | Rubio Ñu          | 44 | 13 | 9  | 22 | 46  | 59 | -13  | 48   |              |         |
| 10.  | General Díaz      | 44 | 11 | 13 | 20 | 52  | 72 | -20  | 46   |              |         |
| 11.  | General Caballero | 44 | 11 | 13 | 20 | 59  | 81 | -22  | 46   |              |         |
| 12.  | River Plate       | 44 | 6  | 10 | 28 | 42  | 91 | -49  | 28   |              |         |

|                   |                                                          |
|                   | Clasificó a Fase de grupos de la Copa Libertadores 2017. |
|                   | Clasificó a Fase 2 de la Copa Libertadores 2017.         |
|                   | Clasificó a Fase 1 de la Copa Libertadores 2017.         |
| Copa Sudamericana | Clasificó a la Copa Sudamericana 2017.                   |

#### Clasificados aCopa Libertadores 2017
| Libertad Fase de grupos (Paraguay 1) | Guaraní Fase de grupos (Paraguay 2) |

| Olimpia Fase 2 (Paraguay 3) | Deportivo Capiatá Fase 1 (Paraguay 4) |

#### Clasificados aCopa Sudamericana 2017
| Cerro Porteño Primera fase (Paraguay 1) | Sol de América Primera fase (Paraguay 2) |

| Nacional Primera fase (Paraguay 3) | Sportivo Luqueño Primera fase (Paraguay 4) |

## Descenso de categoría

### Puntaje promedio
- Actualizado el 18 de diciembre de 2016.

El promedio de puntos de un equipo es el cociente que se obtiene de la división de su puntaje acumulado en los torneos disputados en las últimas tres temporadas por la cantidad de partidos que haya jugado durante dicho período. Este cálculo determinó, al cierre del torneo Clausura de 2016, el descenso a la Segunda División de los equipos que finalizaron en los dos últimos lugares de la tabla.
| Pos. | Equipo            | 2014 | 2015 | 2016 | Total | PJ  | Promedio |
| ---- | ----------------- | ---- | ---- | ---- | ----- | --- | -------- |
| 1.   | Guaraní           | 87   | 86   | 83   | 256   | 132 | 1,939    |
| 2.   | Libertad          | 96   | 76   | 83   | 255   | 132 | 1,932    |
| 3.   | Cerro Porteño     | 75   | 96   | 66   | 237   | 132 | 1,795    |
| 4.   | Olimpia           | 63   | 79   | 90   | 232   | 132 | 1,757    |
| 5.   | Sol de América    | 55   | 57   | 63   | 175   | 132 | 1,326    |
| 6.   | Sportivo Luqueño  | 63   | 57   | 53   | 173   | 132 | 1,311    |
| 7.   | Deportivo Capiatá | 47   | 54   | 67   | 168   | 132 | 1,273    |
| 8.   | Nacional          | 62   | 43   | 54   | 159   | 132 | 1,204    |
| 9.   | Rubio Ñu          | 50   | 48   | 48   | 146   | 132 | 1,106    |
| 10.  | General Díaz      | 48   | 45   | 46   | 139   | 132 | 1,053    |
| 11.  | General Caballero | -    | -    | 46   | 46    | 44  | 1,045    |
| 12.  | River Plate       | -    | -    | 28   | 28    | 44  | 0,636    |

|  |                               |
|  | Descendió a Segunda División. |

## Público asistente

### Asistencia y recaudación por equipos
La tabla siguiente muestra la cantidad de espectadores que acumuló cada equipo en sus respectivos partidos, así como también el monto total recaudado en guaraníes. Se asigna en su totalidad el mismo número de asistentes/pagantes a ambos protagonistas de un juego.
| Pos. | Equipos           | Recaudación   | Pagantes | Asistentes |
| ---- | ----------------- | ------------- | -------- | ---------- |
| 1    | Olimpia           | 5 656 845 000 | 143 391  | 207 748    |
| 2    | Cerro Porteño     | 2 884 781 000 | 86 855   | 110 071    |
| 3    | Guaraní           | 1 224 450 000 | 39 353   | 54 569     |
| 4    | Libertad          | 900 110 000   | 24 819   | 34 806     |
| 5    | Deportivo Capiatá | 840 696 000   | 26 599   | 34 021     |
| 6    | Rubio Ñu          | 727 410 000   | 20 809   | 28 789     |
| 7    | Sportivo Luqueño  | 711 865 000   | 24 613   | 47 882     |
| 8    | Sol de América    | 697 650 000   | 21 747   | 31 338     |
| 9    | River Plate       | 507 495 000   | 14 861   | 21 912     |
| 10   | General Díaz      | 504 820 000   | 16 021   | 22 626     |
| 11   | General Caballero | 502 150 000   | 17 410   | 26 019     |
| 12   | Nacional          | 451 300 000   | 17 946   | 21 561     |